# カナダ知的財産局
カナダ知的財産局（Canadian Intellectual Property Office、略称：CIPO）は、カナダにおいて知的財産権を所管する行政機関である。

## 概要
CIPOは、知的財産権のうち、特許、商標、工業意匠、集積回路配置及び著作権を所管する。なお、育成者権を所管しているのは、カナダ食品検査庁（Canadian Food Inspection Agency）である。
CIPOは、組織的には、1992年4月1日に産業省（Industry Canada）関連の特別予算運営機関（Special Operating Agency、SOA）となり、運営に柔軟性が認められている。2004年7月26日から、特許協力条約（PCT）の下で、国際調査機関（ISA）及び国際予備審査機関（IPEA）としての業務を行っている。現在は産業省が改組したイノベーション・科学経済開発省の傘下である。